# Michael Rasch
Michael Rasch (* 23. Oktober 1970 in Kassel) ist ein deutsch-schweizerischer Wirtschaftsjournalist und Buchautor.

## Leben und Wirken
Nach dem Studium der Wirtschaftswissenschaften und einem Volontariat bei der Georg-von-Holtzbrinck-Schule der Verlagsgruppe Handelsblatt arbeitet er seit 2002 für die Neue Zürcher Zeitung (NZZ). In Zürich war er von 2002 bis 2006 als Redaktor in der Wirtschaftsredaktion tätig und leitete dort von Mitte 2006 bis 2016 das Finanzteam. Seit April 2016 ist er der Wirtschaftskorrespondent der NZZ in Frankfurt am Main und seit März 2019 Vorstandsmitglied (Schatzmeister) beim Internationalen Club Frankfurter Wirtschaftsjournalisten (ICFW).
Im Jahr 2012 veröffentlichte Rasch gemeinsam mit dem NZZ-Kollegen Michael Ferber den Wirtschaftsbestseller Die heimliche Enteignung, der 2016 in einer völlig überarbeiteten Auflage unter dem Titel Die (un)heimliche Enteignung neu erschienen ist. Dazwischen publizierte er im Jahr 2014 den Börsenratgeber Die geheime Kunst der Börsenanalyse.
Rasch gewann in den Jahren 2009, 2014 und 2016 (Finanzteam NZZ) den Schweizer Medienpreis für Finanzjournalisten und 2011 den deutschen Finanzjournalistenpreis. Im Jahr 2015 erhielt er zusammen mit Michael Ferber den «Liberal Award» der Jungfreisinnigen des Kantons Zürich.

## Veröffentlichungen
- Die geheime Kunst der Börsenanalyse. Nie wieder zum falschen Zeitpunkt investieren. Verlag Neue Zürcher Zeitung, Zürich 2014, ISBN 978-3-03823-919-2
- mit Michael Ferber: Die (un)heimliche Enteignung. So schützen Sie Ihr Geld vor Politikern und Notenbankern. Neuauflage, Finanzbuch-Verlag, München 2016, ISBN 978-3-95972-017-5
- mit Michael Ferber: Die heimliche Enteignung. So schützen Sie Ihr Geld vor Politikern und Bankern. Finanzbuch-Verlag, München 2012, ISBN 978-3898797139